# Граф де Саласар-де-Веласко

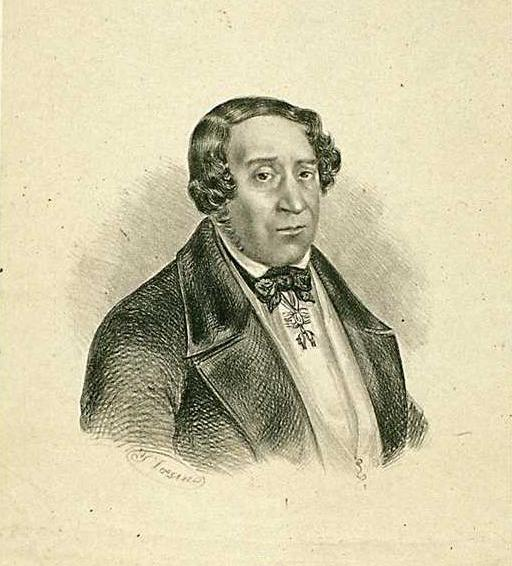
Бернардино Фернандес де Веласко Пачеко и Тельес-Хирон (1783—1851), граф де Салазар, 9-й герцог де Уседа, 14-й герцог де Фриас, 14-й герцог де Эскалона

Граф де Салазар-де-Веласко — испанский дворянский титул. Он был создан 26 февраля 1592 года королем Испании Филиппом II для Бернардино Фернандеса де Веласко, 3-го графа де Кастильново. Бернардино, майордом Филиппа III и президент Королевского совета, был сыном Хуана де Веласко и Веласкеса де Веласко, рыцаря Ордена Сантьяго, майордома принца Карла, и Беатрис де Веласко и Кастилья, дочери Луиса де Веласко и Руиса де Аларкона, вице-короля Новой Испании.
В 1993 году графский титул был восстановлен королем Испании Хуаном Карлосом I для Анхелы Марии Тельес-Хирон и Дуке де Эстрады (1925—2015), 16-й герцогини де Осуна, которая стала 15-й графиней де Салазар-де-Веласко.

## Графы де Салазар (Салазар-де-Веласко)
|                                                         | Титул                                                        | Период                                      |
| Креация создана королем Испании Филиппом II             | Креация создана королем Испании Филиппом II                  | Креация создана королем Испании Филиппом II |
| Графы де Салазар                                        | Графы де Салазар                                             | Графы де Салазар                            |
| ------------------------------------------------------- | ------------------------------------------------------------ | ------------------------------------------- |
| I                                                       | Бернардино Фернандес де Веласко                              | 1592—1621                                   |
| II                                                      | Луис де Веласко-и-Арагон                                     | 1621—1625                                   |
| III                                                     | Хасинто де Веласко-и-Энен                                    | 1625—1632                                   |
| IV                                                      | Фелипе де Веласко-и-Энен                                     | 1632—1637                                   |
| V                                                       | Хуан де Веласко                                              | 1637—1678                                   |
| VI                                                      | Хуан де Веласко-и-Лик                                        | 1678 — ?                                    |
| VII                                                     | Мария Антония де Веласко-и-Ибаньес де Сеговия                |                                             |
| .                                                       | .                                                            |                                             |
| XII(?)                                                  | Диего Фернандес де Веласко                                   | ? — 1811                                    |
| XIII(?)                                                 | Бернардино Фернандес де Веласко и Бенавидес                  | 1811—1848                                   |
| XIV(?)                                                  | Хосе Мария Бернардино Сильверио Фернандес де Веласко-и-Хаспе | 1848—1888                                   |
| .                                                       | Бернардино Фернандес де Веласко-и-Бальфе Хаспе-и-Росер       | 1906—1916                                   |
| .                                                       | .                                                            |                                             |
| Креация восстановлена королем Испании Хуаном Карлосом I |                                                              |                                             |
| Графы де Салазар-де-Веласко                             |                                                              |                                             |
| XV                                                      | Анхела Мария Тельес-Хирон-и-Дуке де Эстрада                  | 1993—1995                                   |
| XVI                                                     | Мария Асунсьон Латорре-и-Тельес-Хирон                        | 1995 — н. в.                                |

## История графов де Салазар
- Бернардино Фернандес де Веласко (? — 1621), 1-й граф де Салазар, 3-й граф де Кастильново. Сын Хуана де Веласко и Веласкеса, сеньора де Салазара, и Беатрис де Веласко и Мендоса.
  - Супруга — Мария Лассо де Кастилия, дочь Франсиско Лассо де Кастилья, 1-го графа де Вильяманрике-де-Тахо, и Марии де Вильрроэль и Перальта. Ему наследовал его брат:

- Луис де Веласко и Арагон (1559—1625), 2-й граф де Салазар, 4-й граф де Кастильново, 1-й маркиз ди Бельведере (в Италии, с 1616 года).
  - Супруга — Анна де Энен, дочь Жака де Энена, барона д’Окси, маркиза ван Вера, и Марии де Ханнарт, баронессы ван Лидекерке. Ему наследовал его сын:

- Хасинто де Веласко и Энен (? — 1632), 3-й граф де Салазар, 2-й маркиз ди Бельведере (в Италии). Ему наследовал его брат:

- Фелипе де Веласко и Энен (? — 1637), 4-й граф де Салазар, 3-й маркиз ди Бельведере (в Италии). Ему наследовал его брат:

- Хуан де Веласко и Энен (1609—1678), 5-й граф де Салазар, 4-й маркиз ди Бельведере (в Италии).
  - Супруга — Анна-Мария де Рекур (? — 1682). Ему наследовал их сын:

- Хуан де Веласко и Лик (? — ?), 6-й граф де Салазар, 8-й граф де Кастильново, 5-й маркиз ди Бельведере.
  - Супруга — Микаэла Ибаньес де Сеговия и Исаси, 3-я маркиза де Грамоса. Ему наследовал их дочь:

- Мария Антония де Веласко и Ибаньес де Сеговия (? — ?), 7-я графиня де Салазар, 4-я маркиза де Грамоса, 9-я графиня де Кастильново.
  - Супруг — Хуан де Идиакес и Эгия (? — 1736), 1-й герцог де Гранада-де-Эга (их брак был бездетным).

- Бернардино Фернандес де Веласко и Бенавидес (1783—1851), граф де Салазар, 14-й маркиз де Берланга, 9-й маркиз де Бельмонте, 9-й герцог Уседа, 14-й герцог Фриас, 14-й герцог Эскалона, 6-й маркиз де Менас-Альбас, 11-й маркиз Фромиста, 9-й граф де Карасена, 8-й маркиз де Тораль, 7-й маркиз де Сильеруэло, 14-й маркиз Вильена, 8-й маркиз дель-Фресно, 14-й маркиз де Харандилья, 12-й маркиз де Фречилья и Вильяррамьель, 11-й маркиз де Вильяр-де-Граханехос, 16-й граф Аро, 18-й граф де Кастильново, 19-й граф де Альба-де-Листе, 8-й граф де Ла-Пуэбла-де-Монтальбан, 11-й граф де Пеньяранда-де-Бракамонте, граф де Луна, 17-й граф де Фуэнсалида, 10-й граф де Кольменар, 16-й граф Оропеса, 15-й граф Алькаудете, 19-й граф де Делейтоса, граф де Вильяфлор и 9-й граф де Пинто.
  - Супруга — Мария Анна Тереза де Сильва Базан и Вальдштейн, дочь Хосе Хоакина де Сильва Базан и Сармьенто (1734—1802), 9-го маркиза де Санта-Крус-де-Мудела, 10-го маркиза дель-Висо, маркиза де Байона, 6-го маркиза де Арсикольяр, графа де Монтауто и графа де Пье-де-Конча. Первый брак был бездетным.
  - Супруга — Мария де ла Пьедад Рока де Тогорес и Валькарсель, дочь Хуана Непомусено Рока де Тогорес и Скорсия, 1-го графа де Пиноэрмосо и 13-го барона де Риудомс.
  - Супруга (неравный брак) — Анна Хаспе и Масиас. Ему наследовал его сын от третьего брака:

- Хосе Мария Бернардино Сильверио Фернандес де Веласко и Хаспе (20 июня 1836 — 20 мая 1888), граф де Салазар, 15-й маркиз де Берланга, 10-й маркиз де Карасена, 15-й герцог Фриас, 12-й маркиз Фромиста, 17-й граф де Аро, 16-й граф де Алькаудете.
  - Супруга с 1864 года Виктория Балф (1837—1871), от брака с которой у него было трое детей (Бернардино, Гильермо и Менсия).
  - Супруга с 1880 года Мария дель Кармен Пиньятелли де Арагон и Падилья. Ему наследовал его сын от первого брака:

- Бернардино Фернандес де Веласко и Бальфе Хаспе и Росер (1 мая 1866 — декабрь 1916), граф де Салазар, 11-й маркиз де Карасена, 16-й герцог Фриас и 18-й граф Аро.
  - Супруга с 1892 года Мэри Сесиль Ноулз.

Восстановление креации в 1993 году:
- Анхела Мария Тельес-Хирон и Дуке де Эстрада (1925—2015), 15-я графиня де Салазар-де-Веласко, 14-я герцогиня де Уседа, 16-я герцогиня де Осуна, 20-я герцогиня де Медина-де-Риосеко, 17-я герцогиня де Бенавенте, 16-я герцогиня де Аркос, 19-я герцогиня де Гандия, 19-я герцогиня де Эскалона, 8-я маркиза де Берланга, 14-й маркиза де Бельмонте, 19-й маркиз де Вильена, 12-й маркиз де Хабалькинто, 18-я маркиза де Фречилья и Вильяррамьель, 12-я маркиза де Тораль, 19-я маркиза де Ломбай, 15-я маркиза де Фромиста, 20-я графиня де Уренья, 17-я графиня де Пеньяранда-де-Бракамонте, 20-я графиня де Фуэнсалида, 15-я графиня де Пинто, 19-я графиня де Алькаудете, 13-я графиня де Ла-Пуэбла-де-Монтальбан, 20-я графиня де Оропеса.
  - Супруг — Педро де Солис-Бомонт и Лассо де ла Вега (1916—1959).
  - Супруг — Хосе Мария Латорре и Монтальво (1925—1991), 6-й маркиз де Монтемусо и 8-й маркиз де Алькантара-дель-Куэрво. Ей наследовала её младшая дочь от второго брака:

- Мария Асунсьон Латорре и Тельес-Хирон (род. 1968), 16-я графиня де Салазар-де-Веласко, 22-я герцогиня де Медина-де-Риосеко.